# リューリク・ロスチスラヴィチ (キエフ大公)
リューリク・ロスチスラヴィチ（ロシア語: Рюрик Ростиславич、? - 1210年代）は、キエフ大公ロスチスラフの子である。オーヴルチ公：1167年 - 1194年、ノヴゴロド公：1170年 - 1171年、ベルゴロド公：1171年 - 1176年、キエフ大公：1173年、1181年、1194年 - 1201年、1203年 - 1204年、1205年 - 1206年、1207年、1210年、チェルニゴフ公：1210年 - 1212年。リューリク朝の一枝スモレンスク・ロスチスラフ家の出身であり、キエフ近郊のオーヴルチを拠点として、スーズダリ・ユーリー家、ガーリチ・ロマン家、チェルニゴフ・オレグ家らとの政権闘争を繰り広げた。

## 生涯

### アンドレイとの共闘・闘争
1167年にキエフ大公である父が死んだ後、キエフ大公位には従兄弟のムスチスラフが就き、リューリクはオーヴルチを領有した。1169年、ウラジーミル大公アンドレイ（スーズダリ・ユーリー家）はキエフを陥すと(ru)、ムスチスラフを廃してアンドレイの弟のグレプをキエフ大公位に就かせた。さらに翌1170年、アンドレイがノヴゴロドへ出兵すると、ノヴゴロドの人々はロマン（先に廃されたムスチスラフの子）を追放し、リューリクをノヴゴロド公位に招いた。また、1171年にはリューリクの兄弟のロマンがキエフ大公に立てられた際に、リューリクはアンドレイからベルゴロドを受領している。
しかしこの年以降、リューリクは兄弟と共に、反アンドレイの姿勢を明確にする。1173年にアンドレイがその弟のミハイルをキエフ大公に立てると、リューリクは弟ダヴィドと共にキエフ近辺を防衛し、アンドレイによって派遣されたフセヴォロド（アンドレイの弟）、ヤロポルク（アンドレイの甥）を捕虜とし、リューリクはキエフ大公位を奪った。これに対してアンドレイが兵を繰り出すと、リューリクはキエフを捨て（代わりにヤロスラフがキエフに入った。）、ベルゴロドに籠城した。その後、1174年にアンドレイが死亡すると、リューリクの兄弟のロマンが再びキエフ大公位に就いた。
また、1176年、ロストヴェツの戦いにおいてポロヴェツ族に敗れている。

### キエフの共同統治
ウラジーミル大公国では、アンドレイの死後の継承権をめぐる闘争(ru)が生じた。チェルニゴフ・オレグ家出身のスヴャトスラフは、はじめはアンドレイの弟のフセヴォロドと同盟関係にあったが、フセヴォロドがリャザン公ロマン(ru)の所領に関し干渉した1180年以来、スヴャトスラフとフセヴォロドの関係は急速に悪化していった。スヴャトスラフはフセヴォロドと対立すると同時に、フセヴォロドの同盟者であったリューリクの弟のロマンの統治するスモレンスクへ派兵した。リューリクはガーリチ公ヤロスラフと同盟を組み、キエフを制圧すると、弟のダヴィドを援軍にスモレンスクへ送った。この年ロマンは死亡するが、ダヴィドはスモレンスク防衛軍を指揮し、スヴャトスラフのチェルニゴフ公国軍、援軍のポロヴェツ軍からの攻撃を防ぎ、そのままスモレンスク公位を継いだ。また、スヴャトスラフはノヴゴロド・セヴェルスキー公イーゴリ、コンチャークらの率いるポロヴェツ族と共にキエフ地域を攻めたが、リューリクはこれを打ち破った。最終的には、キエフとキエフ大公位はスヴャトスラフのものとなったが、キエフ領域のその他の地はリューリクのものとなった。すなわち、1180年から1194年にかけて、リューリクとスヴャトスラフとの二頭支配体制が確立することとなった。リューリクとスヴャトスラフは、ポロヴェツ族に対する1184年のオレリ川の戦い、ホロル川の戦い(ru)に相次いで勝利した。

### 義理の息子ロマン
リューリクは、娘のプレドスラヴァとヴォルィーニ公ロマン（ガーリチ・ロマン家の祖）との婚儀を成立させた。それはおそらく1181年のことであった。ロマンは1188年にガーリチ公位を得るが、ハンガリー王国軍の進入の報を聞くとガーリチから逃亡し、リューリクに援助を求めた。リューリクはロマンにいくらかの軍隊を与えたが、それはガーリチ奪回には不十分であった。また共同統治者のスヴャトスラフが、リューリクに対し、オーヴルチなどキエフ近郊の諸都市と、ガーリチとの交換を提案したが、リューリクはこれを拒否した。この後、リューリクはロマンが元のヴォルィーニ公に復位できるよう外交的援助を図り、ロマンはヴォルィーニ公に戻ることができたが、これはこの時のヴォルィーニ公フセヴォロドの望むところではなかった。
1194年、スヴャトスラフが死に、リューリクはキエフ大公位を得た。同時に、チェルニゴフ公、ノヴゴロド・セヴェルスキー公を席巻するチェルニゴフ・オレグ家(ru)との紛争が始まることとなった。1195年、リューリクは義理の息子であるロマンに、キエフ地区の大半にあたるポロシエ（トルチェスク、トレポリ、コルスン、ボグスラフ、カネフの5都市を含む）を与えた。しかしウラジーミル大公フセヴォロドがこれに介入し、5都市を自身の所領とさせた後、トルチェスクをリューリクの子（且つ、フセヴォロドの娘の夫にあたる）のロスチスラフに与えた。ロマンはこれに反発し、妻プレドスラヴァ（リューリクの娘）と離縁すると、オレグ家のチェルニゴフ公ヤロスラフと同盟を結んだ。1196年秋、ロマンは自身の配下に、リューリクの所領を荒らすよう指令を出し、さらにガーリチ公ウラジーミルの軍をリューリク領に繰り出した。一方、リューリクはチェルニゴフを攻撃したが、チェルニゴフ公国北東の逆茂木による防衛線を撃破できなかった。なお、1199年にガーリチ公ウラジーミルが死亡したのち、ロマンは自領のヴォルィーニ公国にガーリチ公国を併合している（ガーリチ・ヴォルィーニ公国）。
1201年、オレグ家と同盟を結んだリューリクはガーリチへの遠征を行おうとした。しかしロマンはリューリクに先んじ、チョールヌィ・クロブキを自陣営に引き込み、ガーリチ・ヴォルィーニ軍をキエフへ繰り出した。キエフの市民は自ら門を開け、リューリクはキエフの放棄を余儀なくされた。ロマンは従兄弟のルーツク公イングヴァリをキエフ大公位に就けた。しかし、1203年1月2日、リューリクはオレグ家・ポロヴェツ族と連合を組み、キエフを占領(ru)した。連合軍はキエフの街で略奪を行い、リューリクはキエフ大公位をも奪った。
同年、リューリクはロマンの組織した、南ルーシ諸公連合軍によるポロヴェツ族への遠征に参加した。その帰路、リューリクとロマンはトレポリで進軍を停止すると、所領に関する交渉を始めた。交渉はまとまらず、交渉の席の最後において、ロマンはリューリクとその息子たちを捕縛した。リューリクはキエフに送られ修道士にさせられた。その妻のアンナ、娘のプレドスラヴァ（かつてのロマンの妻）も同様であり、リューリクの息子・ロスチスラフとウラジーミルは捕虜としてガーリチに送られた。しかし、ウラジーミル大公フセヴォロドの仲裁によって、リューリクの息子のロスチスラフ（ウラジーミル大公フセヴォロドの娘を妻とする）がキエフ大公位に就けられた。
1205年6月19日、ロマンはポーランドへの遠征の際に死亡した(ru)。それを知ったリューリクは修道院を出て、キエフ大公位に復位した。なお、妻のアンナはスヒマ(ru)として修道院に残った。また、スモレンスク公ムスチスラフ（リューリクの甥）、ポロヴェツ族を含むオレグ家の諸公はチェルニゴフで諸公会議を開催し、ロマンの子の持つキエフ領域の地の継承権をリューリクの元におさめさせるために、ガーリチへの遠征を行った。諸公連合軍はセレト川河岸でガーリチ・ヴォルィーニ軍と遭遇し、これをガーリチへ撤退させたが、都市を陥すことはできなかった。

### フセヴォロドとの闘争
1206年、ハンガリー王が招聘したヤロスラフ（ウラジーミル大公フセヴォロドの子）がガーリチを手中に収めようとするが、チェルニゴフ・オレグ家のウラジーミルがそれに先んじた。また、この時期のオレグ家の代表格であったチェルニゴフ公フセヴォロドがキエフに侵攻した。キエフ大公位はフセヴォロドのものとなり、リューリクはオーヴルチに、息子のロスチスラフはヴィシゴロドに、甥のムスチスラフはベルゴロドに追われた。併せて、ウラジーミル大公フセヴォロドの子ヤロスラフもまた任地のペレヤスラヴリを召し上げられ、チェルニゴフ公フセヴォロドの息子のミハイルがペレヤスラヴリ公位についた。ただし同年、リューリクは息子・甥らと共にキエフ・ペレヤスラヴリをフセヴォロドらオレグ家から奪い返した。さらに同年冬、フセヴォロドは兄弟やポロヴェツ族と共に再度キエフ奪取を図るが、リューリクはこれを撃退した。
1207年、チェルニゴフ公フセヴォロドはトゥーロフ公スヴャトポルクの子（ウラジーミルら）や、ガーリチ公ウラジーミル（上記のウラジーミル）と連携し、キエフへ進軍してきたため、リューリクはオーヴルチに逃走した。フセヴォロドはキエフ大公位に就き、トレポリ、ベルゴロド、トルチェスクもまたフセヴォロドの手に渡った。ルーシの年代記（レートピシ）は、フセヴォロドに対し、同盟関係にあったポロヴェツ族を介して、ルーシの地に悪行をもたらしたと記している。また、同年リューリクは再びキエフを奪還している。
1210年、ノヴゴロドをめぐってウラジーミル大公フセヴォロドとの関係が悪化し、リューリクはキエフをチェルニゴフ公フセヴォロドに譲渡した。フセヴォロドにとっては3度目のキエフ大公位となった。『ラヴレンチー年代記』によれば、チェルニゴフ公フセヴォロドがキエフを、リューリクがチェルニゴフをおさめたと記されている。その後没したが、その没年は諸説ある。

## 妻子
妻
- 1人目の妻：ポロヴェツ族長ベルクの娘。1163年結婚[2]。
- 2人目の妻：トゥーロフ公ユーリーの娘・アンナ[7][注 3]

子
- アナスタシヤ - 1182年、チェルニゴフ公グレプと結婚。
- プレドスラヴァ - 1181年?、ヴォルィーニ公ロマンと結婚。後に離婚し修道女。
- ヤロスラヴァ - 1187年、ヴォルィーニ公スヴャトスラフ(ru)と結婚。
- フセスラヴァ - 1199年、リャザン公国のヤロスラフ(ru)と結婚。
- ロスチスラフ
- ウラジーミル